# Diodoro di Aspendo
Diodoro di Aspendo (Διόδωρος; Aspendo, ... – ...; fl. IV secolo a.C.) è stato un filosofo greco antico vissuto nel IV secolo a.C.
Diodoro fu un pensatore che seguì la filosofia di Pitagora, anche se si tramanda che avesse adottato lo stile di vita dei cinici: si lasciava infatti crescere i capelli e la barba girovagando a piedi nudi con un bastone e una sacca.  . Tuttavia nonostante questi suoi atteggiamenti la sua adesione al cinismo non è sicura 
Giamblico scrive che Diodoro era  stato ammesso tra i Pitagorici tramite Aresa di Lucania sopravvissuto al sacco di Crotone che fu scolarca per un breve periodo. Giamblico aggiunge che Diodoro fu accolto poiché a quel tempo c'era una mancanza di aderenti al pitagorismo («per la penuria di Pitagorici regolari») 
Al ritorno dall'Italia in Grecia , Diodoro iniziò a diffondere per via orale gli insegnamenti della scuola soprattutto trattando i temi legati alla morale e alla conduzione di vita pitagorica 